# Pachygnatha xanthostoma
Pachygnatha xanthostoma is een spinnensoort in de taxonomische indeling van de strekspinnen.
Het dier behoort tot het geslacht Pachygnatha. De wetenschappelijke naam van de soort werd voor het eerst geldig gepubliceerd in 1845 door C. L. Koch.